# Synagoga Habanim w Gródku
Synagoga Habanim w Gródku (z hebr. Budowniczów) – nieistniejąca drewniana synagoga znajdująca się w Gródku, przy ulicy Michałowskiej, dawniej zwanej Niazbodzką.

## Opis
Synagoga została zbudowana w XIX wieku. Podczas II wojny światowej, po wkroczeniu wojsk niemieckich do Gródka w 1941 roku synagoga została spalona. Po zakończeniu wojny nie została odbudowana.
Murowany budynek synagogi wzniesiono na planie prostokąta. Wewnątrz we wschodniej części znajdowała się główna sala modlitewna, z niezwykle bogato zdobionym Aron ha-kodesz, który wykonał w Kożangródku, rzeźbiarz Majer Zysman z Białegostoku.
W zachodniej części znajdował się przedsionek, nad którym na piętrze mieścił się babiniec. Całość była przykryta czterospadowym dachem krytym blachą. Charakterystycznym elementem synagogi były wysokie, półokrągle zakończone okna sali głównej.